# برنارد میبک
برنارد میبک (به انگلیسی: Bernard Maybeck) معمار اوایل قرن بیستم اهل آمریکا بود.
او دانش‌آموختهٔ مدرسه هنرهای عالی بوزار در فرانسه بود، و مدرس دانشگاه برکلی گردید، و در همان ایالت روزهای خود را سپری کرد.
کاخ هنرهای زیبا از آثار به یاد ماندنی اوست.